# Постникова, Евдокия Николаевна
Евдокия Николаевна Постникова (14 [27] марта 1906, Бердянский уезд, Таврическая губерния или Бердянский район — 5 мая 1991) — советский педагог, государственный и политический деятель.

## Биография
Родилась в селе Андровка в 1906 году.
С 1925 года — на хозяйственной, общественной и политической работе. В 1925—1970 годах — в школах Красноармейского района, ответственный секретарь райкома Союза учителей, учитель украинского языка и литературы, председатель сельского суда села Андровка, директор Талды-Курганской СОШ в эвакуации, работала в школах Грузинской ССР и Крыма.
Избиралась депутатом Верховного Совета СССР 1-го, 2-го, 3-го созывов.
Умерла в 1991 году.